# Actio libera in causa
Actio libera in causa o actio libera in sua causa es una locución latina empleada en el derecho penal que puede traducirse como acto libre en su causa. Mejor traducción como "acto libre por su propia causa". Es utilizada dentro de la teoría del delito al momento del análisis de culpabilidad. La imputabilidad exige el análisis del hecho en el momento en que este se produjo y no en sus causas anteriores. Sin embargo con la ALIC es punible la conducta criminal inimputable (por ejemplo el homicidio en estado de ebriedad) por una conducta anterior que fue determinada libremente por el agente (por ejemplo el beber alcohol a sabiendas de su conducta homicida en la ebriedad), de allí que se denomine a la ALIC imputabilidad extraordinaria o excepcional.
Según la actio libera in causa se puede imputar a quien comete un acto típico y antijurídico en un estado de inconsciencia provocado por alcohol o estupefacientes, en el cual él mismo se introdujo, que en principio le haría irresponsable por falta del requisito de la culpabilidad, pero el análisis de este es llevado al momento en que se causa el estado de ebriedad, momento en el cual el sujeto pudo haber actuado con culpa o dolo.
También por medio de esta doctrina se puede llegar a la conclusión de que el sujeto activo del presunto delito carece de responsabilidad, por haber sido introducido en estado de inconsciencia por un tercero que, por error, dolo o violencia, quebrantó o vició su voluntad.
Ejemplo: una persona bebe dos litros de tequila y bajo los efectos del alcohol mata a otra. La actio libera in causa reconoce que el sujeto no era consciente al momento del injusto (acción típica y antijurídica), pero marca que ese estado fue creado por el propio agente y analiza su culpabilidad en el momento anterior al estado de inconsciencia. Aquí el resultado sería homicidio culposo.
En cambio, si una persona se introduce a sí misma en un estado de ebriedad con la intención de asesinar a otro sujeto estando en ese estado de inconsciencia y lo logra, el delito imputado será homicidio doloso.
Los detractores de la actio libera in causa señalan que no se puede construir un delito (acción típica, antijurídica y culpable) sumando la tipicidad y antijuricidad de una acción no culpable, y la culpabilidad de una acción atípica.